# Dečak iz Lapeda
Dečak iz Lapeda je ime koje je dato fosilu deteta nađenom 1998. godine u predelu Vale do Lapedo, u portugalskom gradu Leiria.
Ovaj arehološki nalaz značajan je po tome što je to fosil deteta, koje je istovremeno pokazivalo osobine Neandertalca (Homo neanderthalensis) i modernog čoveka (Homo sapiens). Na osnovu toga nalaza pretpostvalja se da su te dve vrste humanoida mogle međusobno da se ukrštaju. 
Ostaci petogodišnjeg deteta nađeni su ukopani u jednoj pećini. Fosil je star 24.500 godina tako da je dečak živeo oko 2000 godina pošto je neandertalac nestao sa lica Zemlje. 
To bi mogao biti dokaz da neandertalci nisu u potpunosti zamenjeni modernim ljudima koji su došli iz Afrike, već da se nandertalac polako utopio u modernog čoveka, putem ukrštanja.
Neki stručnjaci smatraju da je u pitanju dete modernog čoveka, zaostalo u razvoju.